# AER Memories of Old
『AER Memories of Old』（エアー メモリーズ・オブ・オールド）は、ドイツのゲーム会社Daedalic Entertainmentから2017年10月25日に発売されたアドベンチャーゲーム。

## 概要
本作は空に浮かぶ浮島が舞台。主人公のアウクは、鳥に姿を変える能力を使い、空を飛んで浮島を冒険する。冒険の途中、様々なギミックが現れるが、戦闘は発生せず、高所から落下してゲームオーバーになることもない。また、ローポリゴンを採用したグラフィック表現と美しい音楽も本作の特徴となっている。

## あらすじ
物語はアウクが「カラの神殿」を探索するところから始まる。アウクは神殿の奥で「カラのライト」と呼ばれるランタンを見つけるが、ランタンを手にした途端、神殿が崩落し始める。命からがら神殿を脱出したアウクは、「神々の大地」にある3つの寺院についての話を聞き、寺院への巡礼の旅に出る。
アウクは、女司祭カラが「大いなる分裂」の後に封印したという3つの寺院を開放し、その寺院の奥で、世界を滅ぼすという虚空についての話を聞く。そして虚空を止めるために書字板の欠片を集め、虚空が棲む「創造者の神殿」へと向かう。
神殿に入ったアウクだが、突然、虚空の力を受けて倒されてしまう。すると、アウクが持っていたランタンから光が飛び出し、アウクを復活させる。その光は自らがカラであると名乗り、アウクを虚空のもとまで導くと、アウクの腕に宿る。アウクはその光る腕で虚空の攻撃を弾く。そしてアウクの手と虚空の手が触れ合うところでエンディングとなる。

## ゲーム内の世界

### 登場人物
アウク
本作の主人公。鳥に変身する能力を持つ「バードシフター」。
カラ
かつて3つの寺院を封印した女司祭。アウクと同じくバードシフターだったという。
メドヴィン
アウクのメンター（師匠）。
ダイナ
植民地で灯台の管理をしており、アウクが行くべき場所を教えてくれる。
ジョン
ダイナの夫。ダイナと共に灯台の管理をしている。
エリン
ダイナとジョンの娘。冒険に憧れており、突然いなくなることがあるので両親に心配されている。

### 地名
アウクが旅するのは「神々の大地」と呼ばれる、空に浮かぶ島々。
植民地
マップの最南端に位置する。冒険の始まりの地。「カラの神殿」「巡礼者の書斎」がある。
風が歌う滝
薄明の湖の北東に位置する。滝の洞窟「ボールト」がある。
薄明の湖
植民地の北西に位置する。「夕暮れの聖域」と呼ばれる寺院がある。
リフラの木立
植民地の東に位置する。「ハートウッド」がある。
オンの遺跡
リフラの木立の東に位置する。
東の階段
オンの遺跡の北に位置する。寺院がある。
スプリットマウンテン
東の階段の北西に位置する。「イクイリのねぐら」がある。
遠吠えの山頂
スプリットマウンテンの北西に位置する。「裂け目」「熊の歯の洞窟」「調和の洞窟」がある。
王の道
風が歌う滝の北東に位置する。
世界の屋根
マップ最北端に位置する。修道院がある。
創造者の神殿
マップ中央に浮かぶ建造物。

### 用語
ランタン
「カラのライト」と呼ばれる。暗い道を照らすだけでなく、ゴーストが見えるようになったり、ギミックを解く鍵になることもある。その正体は女司祭のカラである。
ゴースト
人の姿をしており、ランタンの光によって見えるようになる。動くことはないが、祈りを捧げたり、会話したりしている様子が見て取れる。
虚空
世界のすべてをむさぼり食うという存在。

## 評価
- IGN Japanは、「ミニマル・アートのような空間を移動する心地よさは『風ノ旅ビト』で砂漠の坂を滑り降りる場面と比較できる」と肯定的に評価する一方、ダンジョンについては「環境やオブジェクトによる誘導が拙劣」と否定的に評価している[6]。